# 硫化バリウム
硫化バリウム(Barium sulfide)は、BaSの化学式を持つ無機化合物である。硫化バリウムは、炭酸バリウムやリトポン等を含む他のバリウム化合物の重要な前駆体である。他のアルカリ土類金属のカルコゲン化合物と同様に、硫化バリウムは電子ディスプレイで短い波長の光を放出する。無色であるが、他の硫化物と同様に不純なものは着色している。

## 発見、製造、性質
硫化バリウムは、Vincentius Casciarolus（1571年-1624年）によって硫酸バリウム（重晶石）の還元により生成された。現在ではCasciarolusの方法を改良して、蛍石の代わりに石炭が用いられている。この反応は、炭素熱還元と呼ばれる。
{\displaystyle {\ce {{BaSO4}+ 2C -> {BaS}+ 2CO2}}}
この物質は燐光を発することから興味が持たれ、Lapis Boloniensis、Chrysolapis、bologna stone等として知られた。様々な錬金術師や化学者がこの物質で実験を行った。
アンドレアス・マルクグラーフは、方解石や石膏はbologna stoneを生成するのには適さないが、特殊な重い蛍石を用いることができることを示し、最終的に硫酸カルシウムからbologna stoneが生成できると結論付けた。
硫化バリウムの結晶は塩化ナトリウム型で、Ba2+とS2-を中心に持つ八面体構造である。

## 安全性
硫化バリウムは、硫化カルシウム等の関連する硫化物と同様に非常に毒性が高い。水と触れると、毒性のある硫化水素に変化する。